# 大迪圖爾 (伊利諾伊州)
大迪圖爾（英語：Grand Detour）是位於美國伊利諾伊州奧格爾縣的一個人口普查指定地區。

## 地理
大迪圖爾的座標為41°53′48″N 89°24′42″W / 41.89667°N 89.41167°W，而該地最高點為海拔高度200米（即656英尺）。

## 人口
根據2010年美國人口普查的數據，大迪圖爾的面積為3.09平方千米，當中陸地面積為3.03平方千米，而水域面積為0.06平方千米。當地共有人口429人，而人口密度為每平方千米138.83人。